# Minardi PS03
Der Minardi PS03 ist ein Formel-1-Rennwagen des ehemaligen italienischen Motorsportteams Minardi, der in der Weltmeisterschaft 2003 eingesetzt wurde. Er war ein einfaches, schwach motorisiertes Fahrzeug und das einzige Auto dieser Saison, das keinen Weltmeisterschaftspunkt einfuhr.

## Entstehungsgeschichte
Der in Faenza ansässige Rennstall Minardi war 1969 als Scuderia del Passatore gegründet worden. Nach einigen Jahren in der Formel-2-Europameisterschaft debütierte das Team unter der Leitung von Giancarlo Minardi 1985 mit selbst konstruierten Rennwagen in der Formel 1. Das Team war durchgängig schwach finanziert und erzielte nur geringe Erfolge. Ungeachtet aller finanzieller Probleme überstand Minardi in den 1990er Jahren die Phase des Teamsterbens, dem zahlreiche jüngere, aber auch etablierte Rennställe wie Brabham, Lotus oder Tyrrell zum Opfer fielen, und war eines der wenigen in den 1980er Jahren gegründeten Teams, die noch im 21. Jahrhundert aktiv waren. Das langfristige Überleben des Teams wurde unter anderem durch regelmäßige Anteilsverkäufe, Fusionen mit anderen Teams oder durch Eigentümerwechsel sichergestellt. Ende 1996 erwarb zunächst Gabriele Rumi, der Eigentümer des Felgenherstellers Fondmetal, die Anteilsmehrheit, der es vier Jahre später an den Australier Paul Stoddart, den Inhaber der Fluglinie European Aviation, verkaufte. Stoddart trat ab 2001 mit dem Ziel an, mittelfristig einen Hersteller als Partner seines Teams zu gewinnen und aus Minardi „innerhalb von fünf, sechs Jahren“ einen der sechs besten Rennställe der Formel 1 zu machen. Das ließ sich nicht erreichen. Minardi blieb auch unter der Leitung Stoddarts das finanzschwächste Team der Formel 1, das mit der Entwicklung der anderen Rennställe kaum Schritt halten konnte. Der Minardi PS01, das erste Auto der Stoddart-Ära, war ein in vielen Teilen improvisiertes Auto, das Gustav Brunner innerhalb weniger Wochen konstruierte, weil die technischen Rahmenbedingungen erst Mitte Januar 2001 feststanden. Der PS02 von 2002, eine auf den Asiatech-Zehnzylindermotor angepasste Variante des PS01, galt als schlichtes und veraltetes Auto. Für die Saison 2003 brachte Minardi den PS03 heraus, der ebenfalls keine komplette Neukonstruktion war.

## Modellbeschreibung

### Chassis
Der Minardi PS03 war eine nur geringfügig überarbeitete Version des PS02 von 2002 mit zahlreichen Teilen des Vorgängermodells; sein Monocoque kam sogar unmittelbar vom PS01 von 2001. Auch der Radstand stimmt mit dem des Vorgängermodells überein. Die wesentlichsten Änderungen bestanden in Anpassungsarbeiten für einen anderen Motor und in aerodynamischen Details.
Das Monocoque besteht aus Sandwichplatten mit Wabenkern mit Deckschichten aus kohlenstofffaserverstärktem Kunststoff und Aluminium-Waben. Die Aufhängung mit Torsionsstabfederung hatte vorn und hinten drei Dämpfer.

### Motor
Welchen Motor Minardi 2003 verwenden würde, war lange unklar. Der in der vorherigen Saison eingesetzte Asiatech-V10 von Asia Motor Technologies (AMT), der auf eine ältere Konstruktion von Peugeot zurückging, stand wegen des Rückzugs von AMT aus der Formel 1 nicht mehr zur Verfügung. Minardi verhandelte zeitweise mit Ferrari über den Einsatz von Kundenmotoren für 2003; diese Lösung schied aber aus finanziellen Gründen aus. Letztlich griff das Team – wie schon in den Jahren 1999 bis 2001 – auf Motoren von Cosworth zurück. Zum Einsatz kam ein Zehnzylindermotor der Baureihe Cosworth CR, die 1999 erstmals bei Stewart Grand Prix erschienen war. Minardis Inhaber Paul Stoddart bekam dieses Triebwerk, weil er im Gegenzug seinem Vorjahrespiloten Mark Webber den Wechsel zu Jaguar Racing ermöglichte, obwohl dieser vertraglich langfristig an Minardi gebunden war. Minardi erhielt die Ausbaustufe CR-3, die sich auf dem Entwicklungsstand von 2001 befand und in dieser Form seinerzeit von Arrows verwendet worden war. Zu dieser Zeit gab es bereits zwei weitere Ausbaustufen des Cosworth CR, die bei Jordan (CR-4) und Jaguar (CR-5) liefen; diese deutlich leistungsstärkeren Versionen schieden für Minardi aus finanziellen Gründen aus.

### Reifen
Zu Beginn des Jahres gab es Schwierigkeiten mit der Reifenlieferung. Minardi hatte den Vertrag mit Michelin nicht verlängert, konnte aber zu Jahresbeginn 2003 noch keinen Vertragsschluss mit Bridgestone, dem zweiten Reifenausrüster der Formel 1, vorweisen. Die ersten Tests in der Winterpause musste Minardi daher mit Formel-3000-Reifen von Avon absolvieren. Erst einige Wochen vor dem ersten Saisonrennen erklärte sich Bridgestone bereit, Minardi zu beliefern. Angesichts der Kurzfristigkeit dieser Entscheidung musste das italienische Team allerdings in den ersten vier Rennen des Jahres mit Reifen aus der Saison 2002 an den Start gehen. Erst ab dem Großen Preis von Spanien erhielt Minardi Reifen der 2003er-Generation.

## Lackierung und Sponsoren
Der Minardi PS03 war anfänglich schwarz, im späteren Verlauf der Saison schwarz-weiß lackiert.
Einige Teile des Autos waren mit Aufklebern von European Aviation versehen, der Fluglinie des Minardi-Inhabers Paul Stoddart. Abgesehen davon hatte Minardi zu Beginn der Saison 2003 keinen Hauptsponsor, sondern eine Vielzahl von Geldgebern, die vergleichsweise niedrige Beträge zahlten und auf kleineren Flächen warben. Einige von ihnen kamen ihren Zahlungsverpflichtungen nicht rechtzeitig oder vollständig nach. Dazu gehörte das russische Unternehmen Gazprom, das bis Juni 2003 auf der Motorabdeckung der Minardi warb, und der italienische Werkzeughersteller Stayer. Im letzteren Fall beließ Minardi den Werbeaufkleber des Unternehmens trotz ausbleibender Zahlungen auf dem Wagen und klebte den Zusatz „not paid“ (nicht bezahlt) hinzu. Im Juli 2003 erhöhte das niederländische Unternehmen Trust sein Engagement bei Minardi und wurde zum Hauptsponsor des Teams.

## Renneinsätze

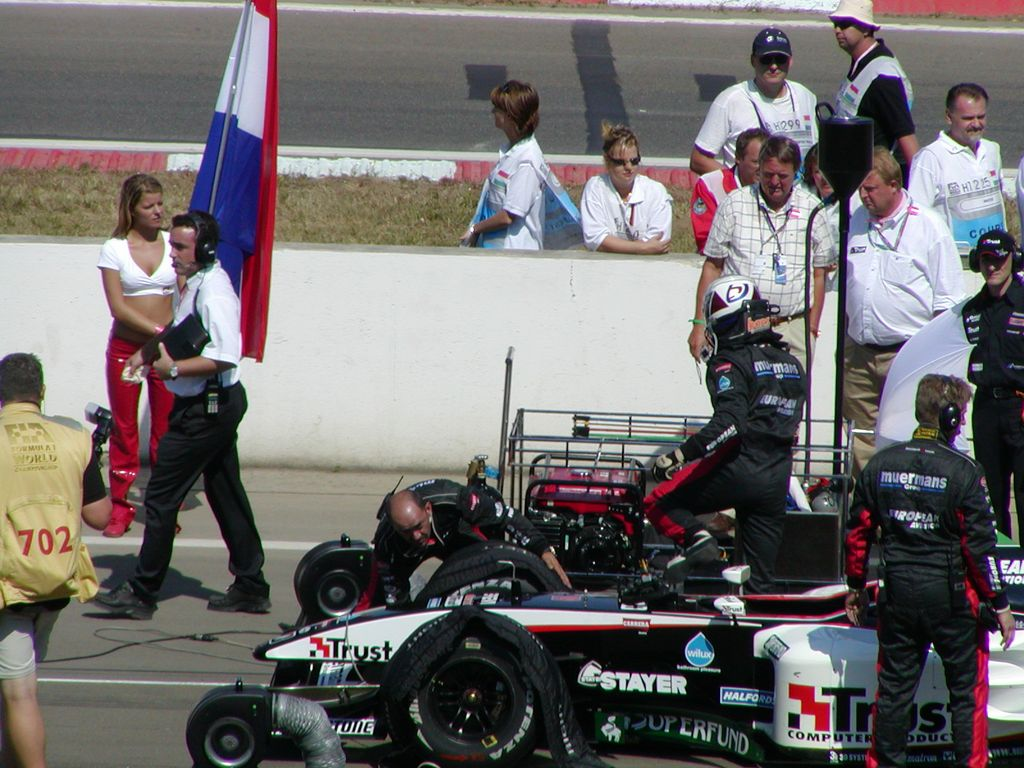
Ein PS03 in der Startaufstellung zum Großen Preis von Ungarn 2003

Minardi meldete 2003 ein Auto durchgängig für den niederländischen Routinier Jos Verstappen. Das zweite Auto wurde zunächst von Justin Wilson gefahren. Wilson musste für sein Cockpit etwa 5 Millionen Euro bezahlen. Die für seinen Einsatz geforderte Summe erhielt er durch den Verkauf von Investmentanteilen an seiner Person. Zum Großen Preis von Deutschland Großen Preis von Deutschland wechselte Wilson zu Jaguar, wo er Antonio Pizzonia ersetzte. Im Gegenzug erließ der Ford-Konzern, der sowohl an Jaguar als auch an Cosworth beteiligt war, Minardi anteilige Leasingraten für den Motor. Wilsons Cockpit bei Minardi übernahm der dänische Debütant Nicolas Kiesa.
Die Minardis gingen bei den meisten Großen Preisen als Letzte ins Rennen. Nur gelegentlich konnte sich Verstappen vor Ralph Firman bzw. Zsolt Baumgartner positionieren, die für das technisch ins Hintertreffen geratene Jordan-Team fuhren. Verstappen startete bei einigen Rennen aus der Box, nachdem er zuvor nicht am Qualifikationstraining teilgenommen hatte. Dadurch konnte das Team, da die Autos nicht in den Parc fermé gebracht werden mussten, noch bis vor dem Rennen an der Abstimmung arbeiten und sich so auf die aktuellen Wetterbedingungen vorbereiten. Die Nachteile waren gering, da Verstappen angesichts des schwachen Niveaus des technischen Pakets voraussichtlich ohnehin aus der letzten Reihe ins Rennen gegangen wäre. Später griffen andere Teams dieses Vorgehen auf.
Verstappen kam bei der Hälfte aller Rennen ins Ziel, erreichte aber keine Weltmeisterschaftspunkte. Sein bestes Ergebnis war der neunte Platz beim Großen Preis von Kanada. Ein besonderes Rennen war der Große Preis von Brasilien zu Saisonbeginn, der von chaotischen Wetter- und Rennbedingungen geprägt war. Paul Stoddart behauptete, Verstappen hätte dieses Rennen gewinnen können, da er mit Regenabstimmung und vollen Tanks unterwegs und in der Lage gewesen sei, das Rennen ohne einen einzigen Boxenstopp zu beenden. Allerdings drehte sich Verstappen – wie zahlreiche andere Fahrer – infolge Aquaplanings frühzeitig ins Aus.
Kiesa startete bei allen Rennen, zu denen er antrat, hinter Verstappen. Er kam bei allen Rennen ins Ziel.

## Ergebnisse
| Fahrer        | Nr.  | 1   | 2   | 3   | 4   | 5  | 6   | 7   | 8   | 9  | 10 | 11 | 12  | 13 | 14  | 15 | 16 | Punkte | Rang |
| ------------- | ---- | --- | --- | --- | --- | -- | --- | --- | --- | -- | -- | -- | --- | -- | --- | -- | -- | ------ | ---- |
| 2003          | 2003 |     |     |     |     |    |     |     |     |    |    |    |     |    |     |    |    | 0      | –    |
| J. Wilson     | 18   | DNF | DNF | DNF | DNF | 11 | 13  | DNF | DNF | 13 | 14 | 16 |     |    |     |    |    | 0      | –    |
| N. Kiesa      | 18   |     |     |     |     |    |     |     |     |    |    |    | 12  | 13 | 12  | 11 | 16 | 0      | –    |
| J. Verstappen | 19   | 11  | 13  | DNF | DNF | 12 | DNF | DNF | 9   | 14 | 16 | 15 | DNF | 12 | DNF | 10 | 15 | 0      | –    |